# Nationalpark Eifel
Der Nationalpark Eifel ist der 13. Nationalpark in Deutschland und der erste in Nordrhein-Westfalen, inmitten des Naturparks Hohes Venn-Eifel. Er wurde am 1. Januar 2004 eingerichtet.

## Allgemeines

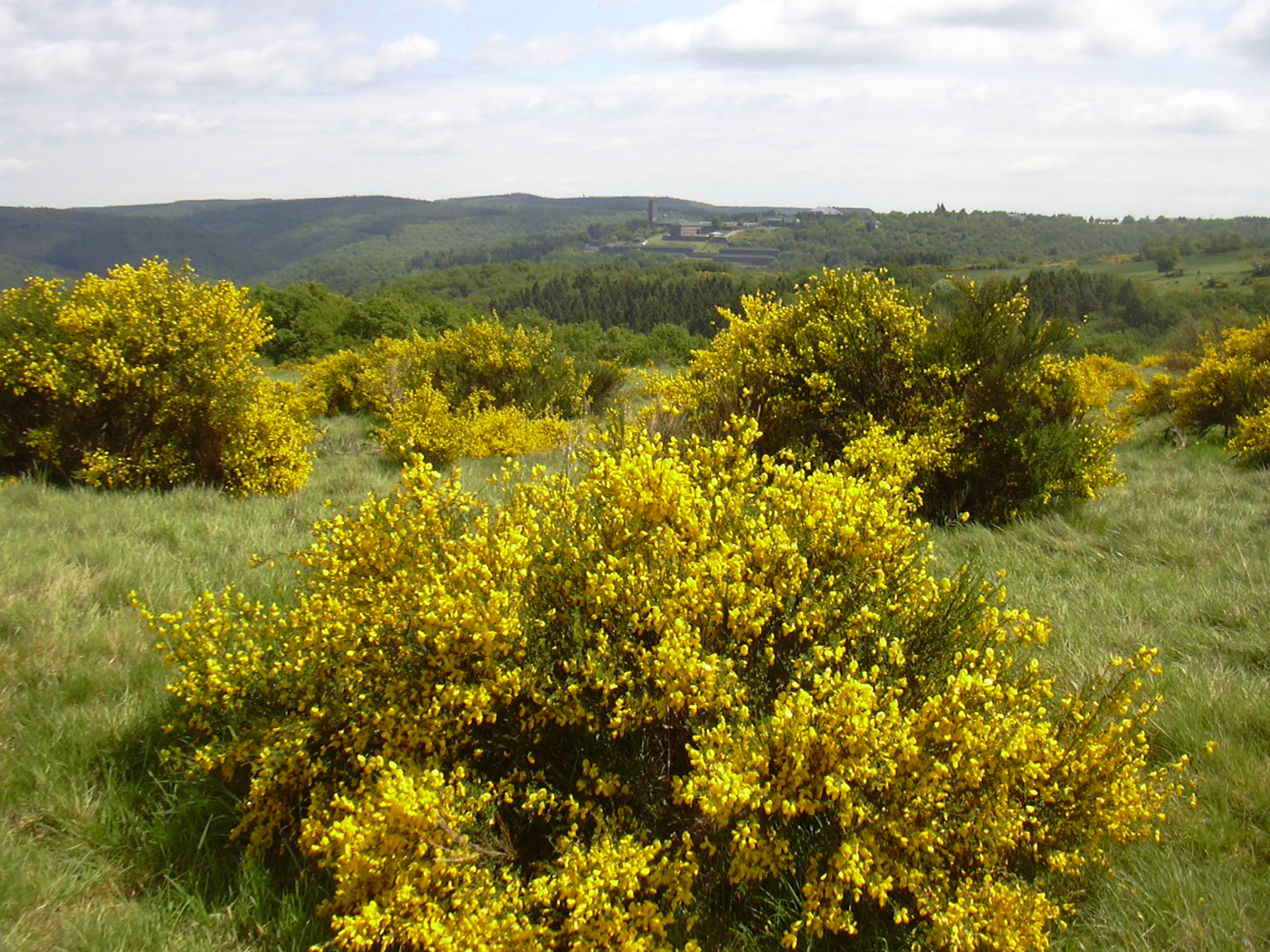
Blick über die Dreiborner Hochfläche von Wollseifen zur Urfttalsperre, die ehemalige NS-Ordensburg Vogelsang und den Kermeter-Hochwald. Im Vordergrund blühender Ginster, das Eifelgold

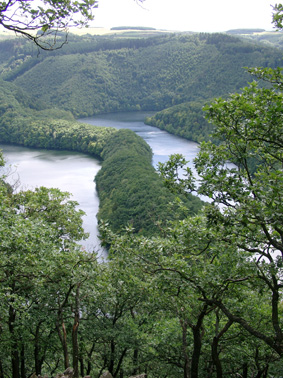
Blick vom Kermeter auf das Urfttal und den Obersee

Der relativ junge Nationalpark liegt im Norden der Eifel zwischen Nideggen im Norden, Gemünd im Süden und der belgischen Grenze im Südwesten. Das Gebiet ist ca. 10.770 Hektar groß, grenzt im Nordwesten an den Rurstausee und umfasst die Urfttalsperre und den ehemaligen Truppenübungsplatz Vogelsang, jedoch nicht die ehemalige NS-Ordensburg Vogelsang. Der Bereich des früher vom belgischen Militär verwalteten und genutzten Truppenübungsplatzes Vogelsang auf der Dreiborner Hochfläche macht ca. 3.300 Hektar der Gesamtfläche aus und ist erst seit dem 1. Januar 2006 für die Öffentlichkeit zugänglich.
Der Nationalpark Eifel schützt den vom atlantischen Klima geprägten Hainsimsen-Buchenwald, der in Teilen in der Nordeifel erhalten geblieben ist und ursprünglich den überwiegenden Teil der Eifel und große Teile Mitteleuropas bedeckte. Auf 110 Quadratkilometern erstrecken sich Laub- und Nadelwälder, Seen, Bäche und offene Grasflächen. Ein großes unzerschnittenes Waldgebiet mit hohem Buchenwaldanteil ist der Kermeter, innerhalb dessen die Naturwaldzelle Schäferheld und Wiegelskammer liegt. Dieses Waldareal ist auf Wanderwegen, teilweise barrierefrei, zugänglich.
Seit dem 1. Januar 2004 ist die Rechtsverordnung des Landes in Kraft, die die Grundlage für den Park legt. Die Nationalparkverwaltung wurde damit dem Nationalparkforstamt Eifel mit Sitz in Schleiden übertragen. Zum Forstamtsleiter und damit ersten Leiter der Nationalparkverwaltung wurde Henning Walter ernannt.
Für den Nationalpark Eifel gelten die fachlichen Ziele der IUCN. Demnach gilt, dass mindestens 75 Prozent der Nationalparkfläche innerhalb von 30 Jahren nach Gründung des Parks ohne menschliche Nutzung der Natur überlassen werden. Rahmenziele, Instrumente und Organe sind in der Nationalpark-Verordnung (NP-VO) festgelegt.

## Wald im Nationalpark
Durch ehemalige Nutzungsarten des Waldes, insbesondere die Gewinnung von Holzkohle, waren weite Flächen in der Eifel noch zu Beginn des 19. Jahrhunderts waldfrei. Erst die Preußen haben im 19. Jahrhundert weite Teile der Eifel mit Fichten bepflanzt. Weiter gefördert wurde diese Baumart nach dem Zweiten Weltkrieg. Fichten wachsen schneller als viele Laubbaumarten und ermöglichen so eine zügigere Aufforstung. Da nach der Ausweisung zum Nationalpark die Natur in weiten Bereichen sich selbst überlassen wird, können viele Nadelbäume dem Borkenkäfer zum Opfer fallen. Besonders der Höhenzug Kermeter, der im Norden und Westen von der Rurtalsperre und im Süden von der Urfttalsperre begrenzt wird, ist davon betroffen, da für die Borkenkäfer das dortige recht niederschlagsarme Klima angenehm ist. Dies ist ein natürlicher Prozess, der jedoch beaufsichtigt wird. Ein Übergreifen auf Nadelwaldflächen außerhalb des Nationalparks soll rechtzeitig verhindert werden.
Bei der Ausweisung 2004 nahm der Wald rund 8.190 ha oder 75 % der Nationalparkfläche ein. Vor der Ausweisung erwarb das Land NRW 2003 noch 1.300 ha Privatwaldfläche, sodass bei Ausweisung im Nationalpark keine Privatwaldflächen vorhanden waren. 2004 war der Wald zu 40 % mit Fichte, 22 % mit Eiche, zu 16 % mit Buche, zu 9 % mit Kiefer, zu 6 % mit sonstigen Wäldern, zu 4 % mit sonstigen Laubwald und zu 3 % mit Douglasie bestockt. Mit der Ausweisung wurden 4.122 ha bzw. 38 % der Fläche unter Prozessschutz gestellt. Prozessschutz bedeutet, dass jede Nutzung eingestellt wurde, um eine ungestörte Entwicklung des Waldes zu ermöglichen. Nur Naturverjüngung nicht heimischer Baumarten wie der Fichte wurde entfernt, wobei die Biomasse bzw. die Bäume auf den Flächen verblieben. Bis spätestens 2034 sollen weitere 4.030 ha bzw. 37 % der Waldfläche dem Prozessschutz überlassen werden. Nach 2034 sollen weitere 1.310 ha Wald dem Prozessschutz überlassen werden. Der Wald soll einmal 9.462 ha bzw. 87 % der Fläche des Parks einnehmen. Von 2004 bis 2014 wurden 250 ha Fichten flächig entfernt. 156 ha Fichtenwald wurden flächig auf 26 km entlang von Bächen entnommen. Ferner erfolgten flächige Fichtenentnahmen auf staunassen Böden. Die entstandenen Freiflächen wurden der natürlichen Wiederbewaldung überlassen. Aufkommende Fichten-Naturverjüngung wurde wieder entfernt. In einem Pufferstreifen an den Grenzen des Parks wurden von 2004 bis 2019 auf 835 ha Fichtenwälder mit Buchen lokaler Herkunft unterpflanzt. Die Buche gedeiht gut im Schatten und kann auch in Fichtenwäldern wachsen. Allerdings werden noch einige Jahrzehnte vergehen, bis die Buche wieder die dominierende Baumart in diesen Waldbereichen ist. Seit 2004 wurden auch 274 ha Wald mit Douglasie und den teilweise beigemengten Baumarten Küstentanne und Hemlocktanne entfernt bzw. auf einigen Flächen geringelt, um die Bäume zum Absterben zu bringen. Teilweise blieben die Douglasie als liegendes bzw. bei geringelten Bäumen als stehendes Totholz auf den Flächen. Auch im Gebiet vorhandene gebietsfremde Weymouth-Kiefern und Roteichen wurden geringelt. Die Naturverjüngung nicht europäischer Baumarten, die heimischen Arten gefährlich werden kann, wird aktiv bekämpft. Beim Orkan Kyrill am 18./19. Januar 2007 wurden 63 ha Fichtenwald umgeworfen. 30 ha dieser Fichtenbereiche wurden unbehandelt einer natürlichen Entwicklung überlassen. 700 ha Fichtenwald wurden dem Prozessschutz bzw. der eigendynamischen Entwicklung überlassen. In Beständen der Waldkiefer mit 720 ha wurden keine Maßnahmen durchgeführt, da die Naturverjüngung der Waldkiefer keine relevante Konkurrenz heimischer Baumarten ist.

## Artenvielfalt im Nationalpark
Aktuell sind im Nationalpark Eifel 10.549 Arten nachgewiesen. 2.405 dieser Arten haben einen Gefährdungsstatus nach den Roten Listen von NRW und Deutschland. Mit einem Anteil von 50 % sind die 1.336 Insektenarten die bei weitem artenreichste Gruppe. Unter den Insekten kommen 2.098 Käferarten vor und man fand 1.379 Schmetterlingsarten, darunter 1.272 Nachtschmetterlingsarten. Weitere wichtige Insektengruppen sind Zweiflügler mit 499 Arten, Hautflügler mit 435 Arten, Zikaden mit 275 Arten, Wanzen mit 268 Arten und Köcherfliegen mit 118 Arten. Es wurden 1.949 Pilzarten nachgewiesen. Spinnen sind mit 310 Arten und Wirbeltiere mit 251 Arten vertreten. Es kam zum Nachweis von 100 Schnecken- und Muschelarten. Farn- und Blütenpflanzen weisen 900 Arten auf. Dazu kommen 768 Algenarten (inklusive Cyanobakterien), 368 Moosarten, 358 Flechtenarten und 371 sonstige Arten. Die Entwicklung der Artenvielfalt wird durch ein Monitoring dokumentiert.
Für die Jahre 2015 bis 2017 errechnete man für den Nationalpark in zwei Hochrechnungen 1121 oder 1276 Rothirsche, bei einer Schwankungsbreite von ±84 Tieren bzw. ±83 Tieren.

## Sternenpark, Sternenregion
Im Februar 2014 bekam der Nationalpark von der International Dark-Sky-Association die vorläufige Anerkennung als „Sternenpark“, weil es hier nachts noch richtig dunkel wird und man die Sterne deutlich sehen kann. Wichtig war auch, die Natur vor den Belastungen durch künstliches Licht zu schützen, vor allem seinem besonders schädlichen Blauanteil. Am 5. April 2019 wurde der Nationalpark endgültig als „Internationaler Sternenpark Nationalpark Eifel“ ausgewiesen. Das nächsthöhere Ziel, das sich die Nationalparkregion gesetzt hat, ist die Anerkennung als Sternenregion. Bedingung dazu ist, dass geeignete Maßnahmen gegen Lichtverschwendung und falsche Nutzung in einem Radius von 15 km um den Nationalpark durchgeführt werden. Es wurde bereits mit der Sensibilisierung der Bevölkerung begonnen, sodass dieser Titel durchaus erreichbar ist.

## Wegesystem

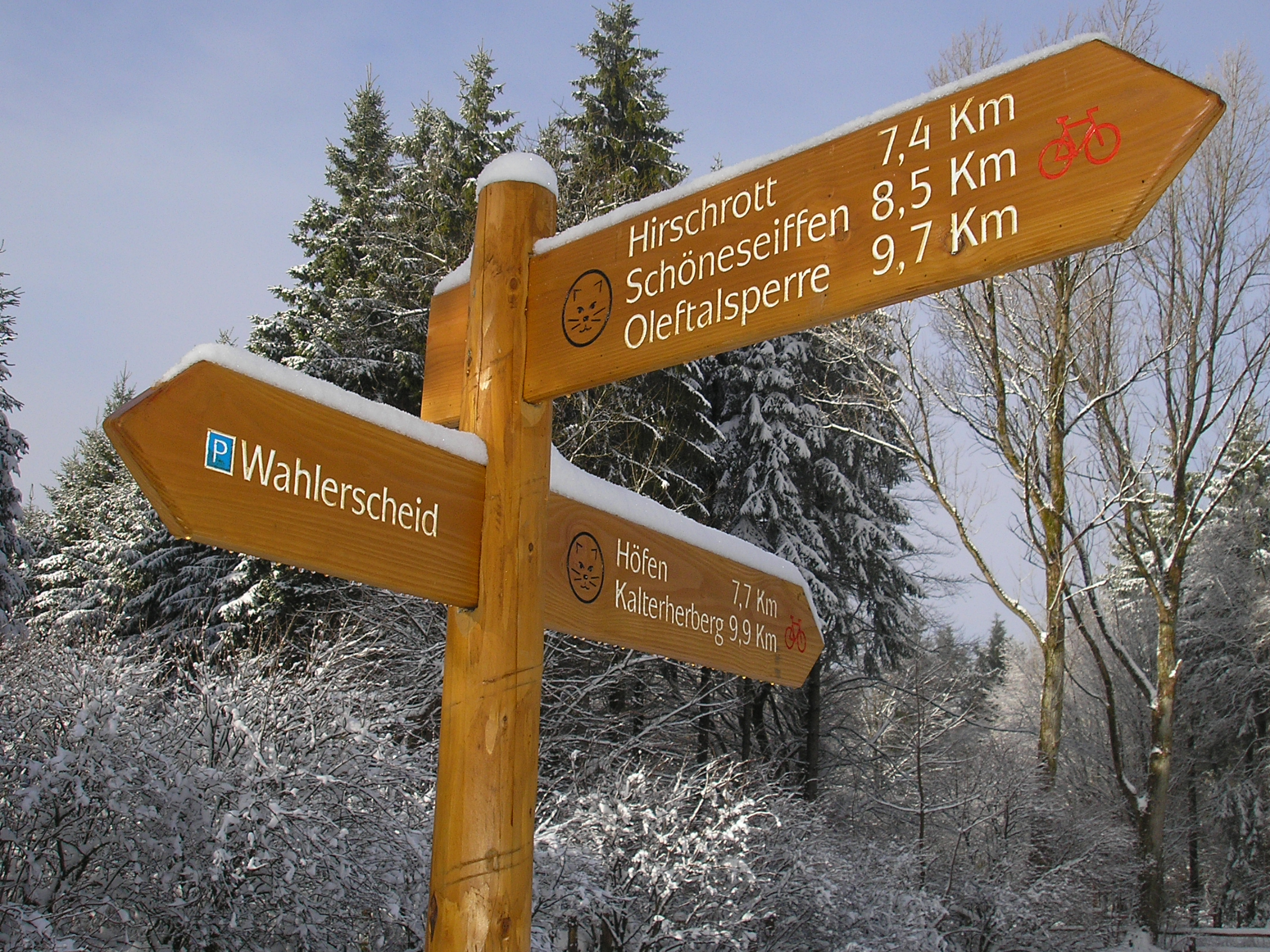
Hölzerne Schilder weisen etliche Wanderwege aus

Rund 240 Kilometer Wanderwege stehen Besuchern im Nationalpark Eifel offen. Radwanderer dürfen davon 104 Kilometer und Reiter 65 Kilometer nutzen. Wenn genug Schnee liegt, sind im Süden des Nationalparks außerdem zwei Loipen von jeweils fünf Kilometern Länge gespurt. Alle Wege sind mit Holzschildern markiert und in der aktuellen Wanderkarte des Eifelvereins eingetragen.

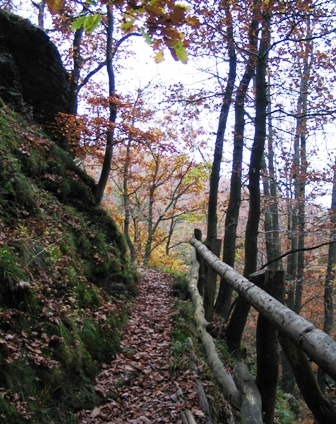
Abschnitt des Wildnis-Trails auf dem Schöpfungspfad nahe der Wüstung Leykaul

Im gesamten Nationalpark sind etliche Wanderwege ausgeschildert. Speziell auf das Schutzgebiet ausgerichtet und durch entsprechende Literatur unterfüttert sind die Rundwanderwege „Thementouren“ und der viertägige „Wildnis-Trail“.
2016 hat der Naturpark Nordeifel in der Nationalparkregion Eifel Trekkingplätze eingerichtet, auf denen Raum für bis zu zwei Zelte ist (gegen Gebühr). Diese Plätze sind nur fußläufig zu erreichen. Der Naturlagerplatz „Nordstern“ liegt im Bereich der ehemaligen NS-„Ordensburg“ Vogelsang außerhalb des Nationalparkgebietes. Zwischenzeitlich wurden weitere Trekkingplätze eingerichtet, aktuell (2021) sind es insgesamt 18.

### Der Wildnis-Trail
In vier anspruchsvollen Tagesetappen können Besucher den gesamten Nationalpark mit seinen verschiedenen Landschaften durchqueren. Der 85 Kilometer lange Wildnis-Trail ist so angelegt, dass er von Monschau-Höfen im Südwesten in vielen Windungen bis zur nördlichsten Spitze des Schutzgebiets nach Hürtgenwald-Zerkall führt. Umgefallene Bäume, alte Baumriesen und nachwachsende Sprösslinge vermitteln in einigen Abschnitten schon einen ersten Eindruck davon, wie es in einigen Jahrzehnten fast überall aussehen soll.

## Nationalpark-Zentrum mit der Erlebnisausstellung „Wildnis(t)räume“
Mitten im Nationalpark Eifel – mit Panoramablick auf den Urftsee – befindet sich am Internationalen Platz Vogelsang das Nationalpark-Zentrum Eifel mit der Erlebnisausstellung „Wildnis(t)räume“. Die barrierefreie und mehrsprachige Ausstellung bietet vielfältige Sinneserlebnisse und lädt dazu ein, mehr über den Nationalpark-Gedanken und die Dynamik der Natur zu erfahren. Sonderveranstaltungen, Führungen mit Nationalpark-Ranger und buchbare Programme runden das Angebot. ab. Die Ausstellung „Wildnis(t)räume“ ist täglich von 10 bis 17 Uhr geöffnet (Heiligabend und Silvester bis 14 Uhr).

## Nationalpark-Tore
Zur Besucherbegrüßung und zur Information im touristischen Service-Bereich haben die jeweiligen Städte bzw. Gemeinden gemeinsam mit der Nationalparkverwaltung Eifel fünf Nationalpark-Tore eingerichtet. Bei freiem Eintritt sind sie von April bis Oktober täglich von 9 bis 17 Uhr geöffnet – von November bis März von 10 bis 16 Uhr. Neben der Grundinformation bietet jedes Informationshaus in Form einer kleinen Nationalpark-Ausstellung ein anderes Schwerpunktthema an.
Im Nationalpark-Tor Rurberg am Eiserbachdamm heißt das Motto Lebensadern der Natur, das Wasser ist dort das Leitthema der Dauerausstellung. In Gemünd erfahren die Besucher spannende Waldgeschichten im Nationalpark-Tor am Kurpark. In Heimbach, im alten Bahnhofsgebäude, sind Waldgeheimnisse in einem begehbaren Hörspiel der Themenschwerpunkt. Im Nationalpark-Tor Höfen sind die Narzissenwiesen ein Hauptthema. Das größte Vorkommen der Gelben Wildnarzisse in Deutschland beginnt am Rand des „Bundesgolddorfes“. In Nideggen geht es um den Menschen und die Natur, wobei es sich unter anderem um die Logistik der Natur dreht. Insbesondere die Nationalpark-Tore in Höfen und in Nideggen sind durch Leitsysteme, ausleihbare Audiogeräte usw. auch für Menschen mit Behinderungen geeignet. Barrierefreie Sanitäranlagen sind in allen fünf Toren vorhanden.

## Führungen
Der Nationalpark bietet regelmäßige, kostenlose Führungen mit einem ausgebildeten Ranger an. Besucher können zwischen mindestens acht Angeboten pro Woche mit unterschiedlichen Anforderungen wählen. Eine Anmeldung ist nicht erforderlich. Die Ranger vermitteln unterwegs nicht nur Lehrreiches, sondern sie geben auch nette Anekdoten und eigene Erfahrungen zum Besten. Alle Rundwanderungen sind auch für blinde und sehbehinderte Menschen mit Begleitperson sowie für Familien mit Kindern geeignet. Jeden vierten Samstag im Monat bieten die Ranger spezielle – thematisch an die Saison angepasste – Führungen an.
Neben diesen Rangertouren können Gruppen für individuelle Führungen ausgebildete Waldführer buchen. Möglich sind dabei Wanderungen in verschiedenen Sprachen, mit gebärdensprachlicher Begleitung, begleitete Schiffsfahrten, Kutschfahrten und mehr. Speziell auf Kinder und Eltern ausgerichtet sind die monatlichen Familientage, die während der Schulferien in Nordrhein-Westfalen zusätzlich dienstags und donnerstags stattfinden. Auskunft über diese Angebote und die buchbaren Waldführer für individuelle Gruppen gibt es beim Nationalparkforstamt Eifel.

## Gefahr durch militärische Altlasten

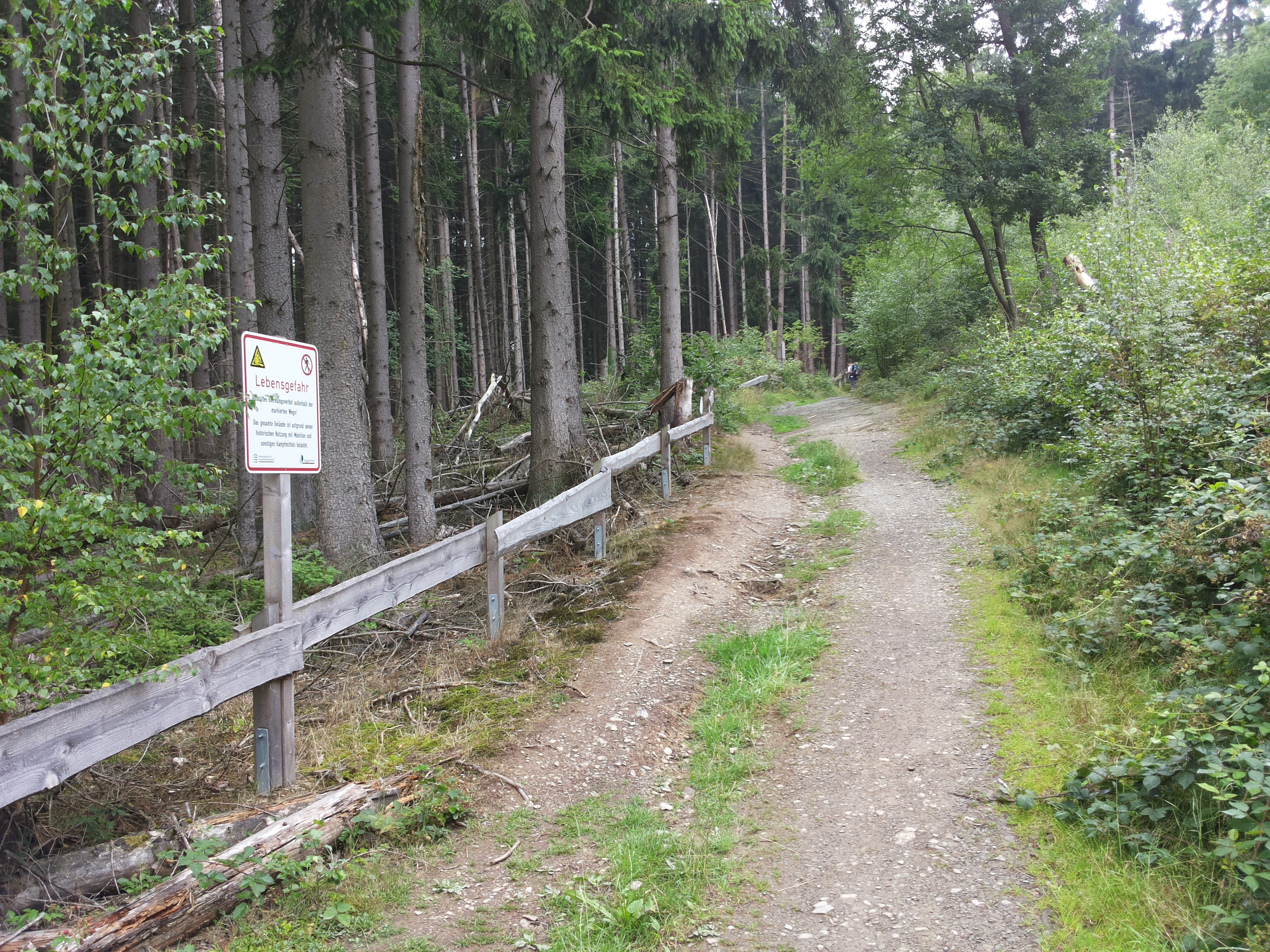
Sperrpfosten mit Warnung vor Munitionsresten des ehemaligen Truppenübungsplatzes

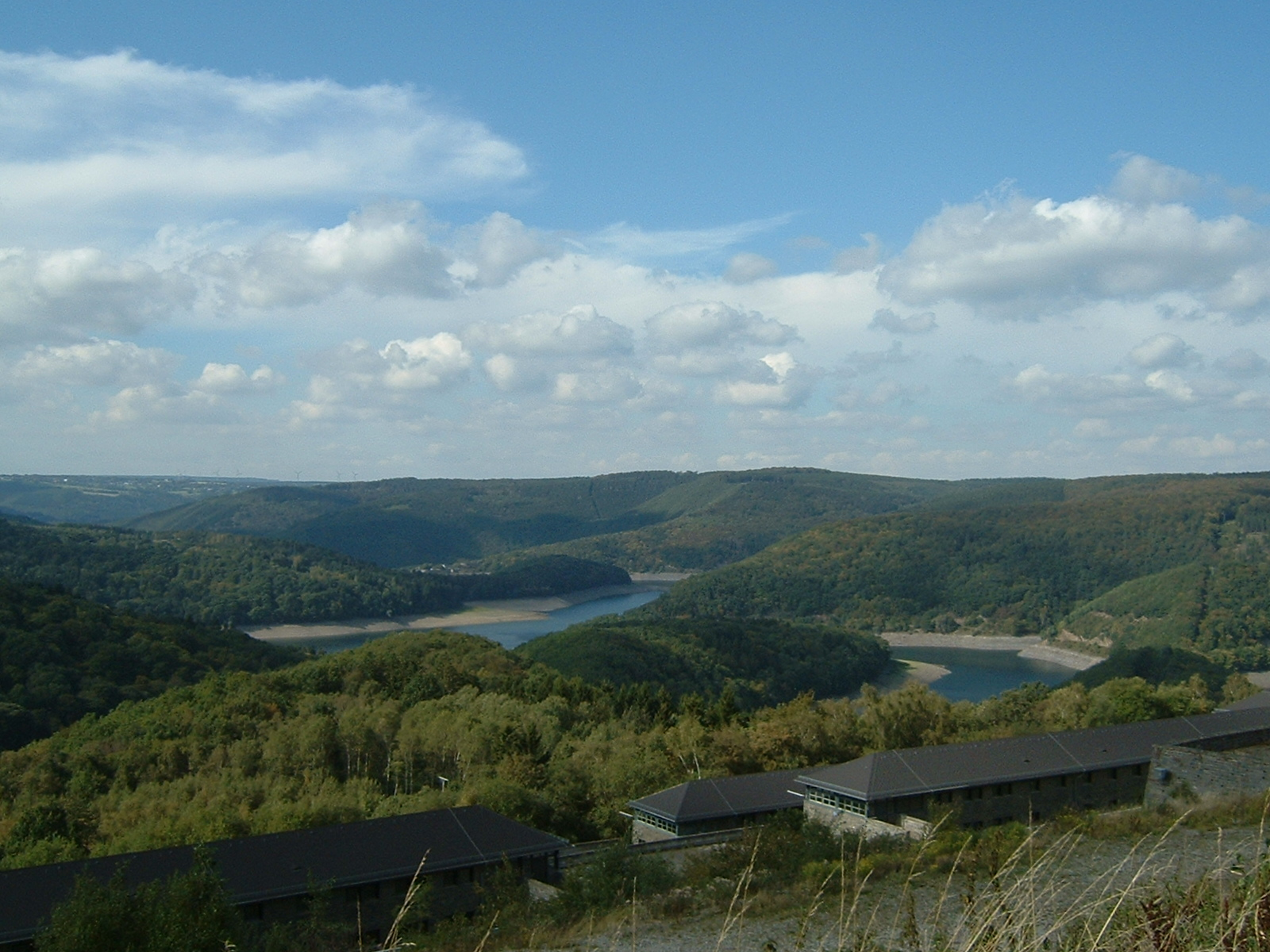
Blick von der ehemaligen NS-Ordensburg Vogelsang ins Tal auf den Urftstausee

Große Teile des ehemaligen Truppenübungsplatzes und damit des Nationalparks können für die Öffentlichkeit nicht uneingeschränkt freigegeben werden, da ein Großteil des ehemaligen Truppenübungsplatzes Vogelsang mit Munitionsresten und -altlasten belastet sein dürfte und eine flächendeckende und tiefenwirkende Räumung zu aufwändig wäre. Problematisch sind die Altlasten, die nicht nur von der Nachkriegsnutzung als Schießplatz und des allgemeinen Camp-Betriebes herrühren, sondern in großem Umfang auch auf Munitionsreste aus dem Beschuss im Zweiten Weltkrieg zurückzuführen sind (Blindgänger). Im Zweiten Weltkrieg wurden in der Nähe der Staumauer der Urfttalsperre Glasminen verlegt, die auch heute nicht räumbar sind. Bekannte, möglicherweise noch mit Munitionsresten belasteten Bereiche sind mit Zäunen abgesperrt; das Betreten abseits der offiziellen Wege ist – wie im gesamten Nationalpark – streng verboten.

## Kritik an der Konzeption
Der Nationalpark Eifel steht seit Jahren in der Kritik von Naturschützern. Im Februar 2008 trat Volker Hoffmann, der geistige Vater des Nationalparks, als Vorsitzender des Fördervereins des Nationalparks zurück und legte auch sein Amt als Vertreter des BUND in den Nationalpark-Gremien nieder. Er protestierte damit u. a. gegen zu große Zugeständnisse an Kommerz und Tourismus. Auch beklagte er den Holzeinschlag durch das Nationalparkforstamt. Zwei Jahre später griff Wilhelm Bode in seinem für den Naturschutzbund Deutschland verfassten Bürgerwald-Konzept das Nationalparkforstamt scharf an. Er kritisierte Kahlschläge, die unter dem Vorwand des waldbaulichen Umbaus vorgenommen würden. Im Dezember 2013 zog Holger Sticht, NRW-Landesvorsitzender des BUND, zum zehnjährigen Jubiläum des Nationalparks eine „ernüchternde Bilanz“: Der „Geburtsfehler“ sei, dass das Nationalparkamt keine Fachbehörde ist, sondern ein Forstamt, das zum Landesbetrieb Wald und Holz NRW gehört. „Da wurde der Bock zum Gärtner gemacht.“ Im Januar 2014 berichtete das ARD-Magazin Plusminus über „Kahlschlag im Naturschutzgebiet“ und mutmaßte einen Zusammenhang zwischen langfristigen Holzlieferverträgen, die das Land Nordrhein-Westfalen nach dem Orkan Kyrill eingegangen sei, was sich jedoch als Falschbehauptung herausstellte.

## Schutzgebiete im Nationalpark

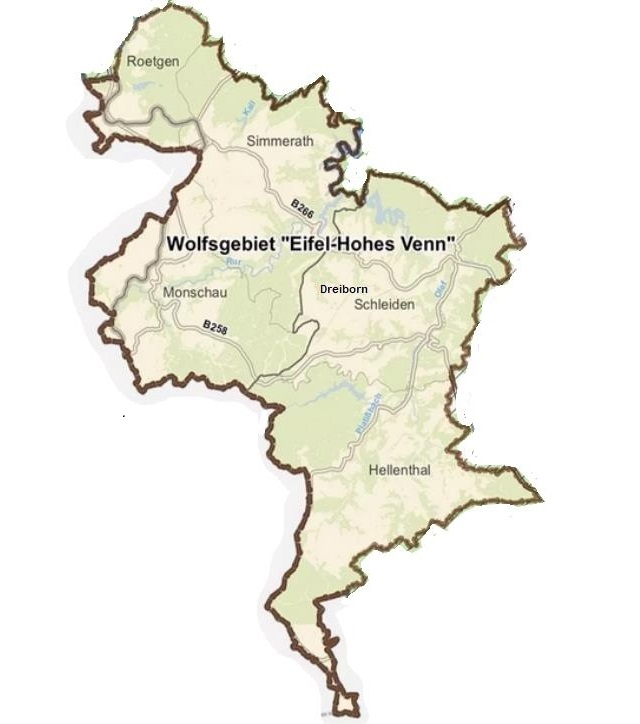
Wolfsgebiet

Auf dem Gebiet des heutigen Nationalparks lagen schon vorher einige Naturschutzgebiete. Laut Auskunft der Nationalparkverwaltung bestehen die Naturschutzgebiete weiterhin als rechtskräftige Gebiete. Der Nationalpark mit seinen Regelungen der Nationalpark-Verordnung ist übergelagert. Inhaltlich widersprechen Naturschutzgebietsregelungen wie Schutzzwecke, -ziele und Ge-/Verbote den Festsetzungen des Nationalparks nicht.

## Wolfsgebiete
Eifel – Hohes VennSeit Juli 2019 ist die Eifel um Monschau die dritte Region in Nordrhein-Westfalen, in der ein Wolf sesshaft geworden ist. Das vom Umweltministerium des Landes ausgewiesene Wolfsgebiet „Eifel/Hohes Venn“ ist 505 Quadratkilometer groß und liegt im Bereich Monschau, Hellenthal, Schleiden, Simmerath und Roetgen. Aktuell (2021) leben 5 Wölfe im Hohen Venn.
BelgienDaran grenzt auf belgischem Gebiet ein im Februar 2022 auf 57,9 ha erweitertes „Wolfsgebiet“ (französisch Zone de Présence Permanente du Loup).
RureifelDas nordrhein-westfälische Landesumweltamt hat 2024 ein weiteres Wolfsgebiet „Rureifel“ in der Städteregion Aachen und dem Kreis Düren ausgewiesen.